# Hugh Lehman
Pour les articles homonymes, voir Lehman.
Temple de la renommée : 1958

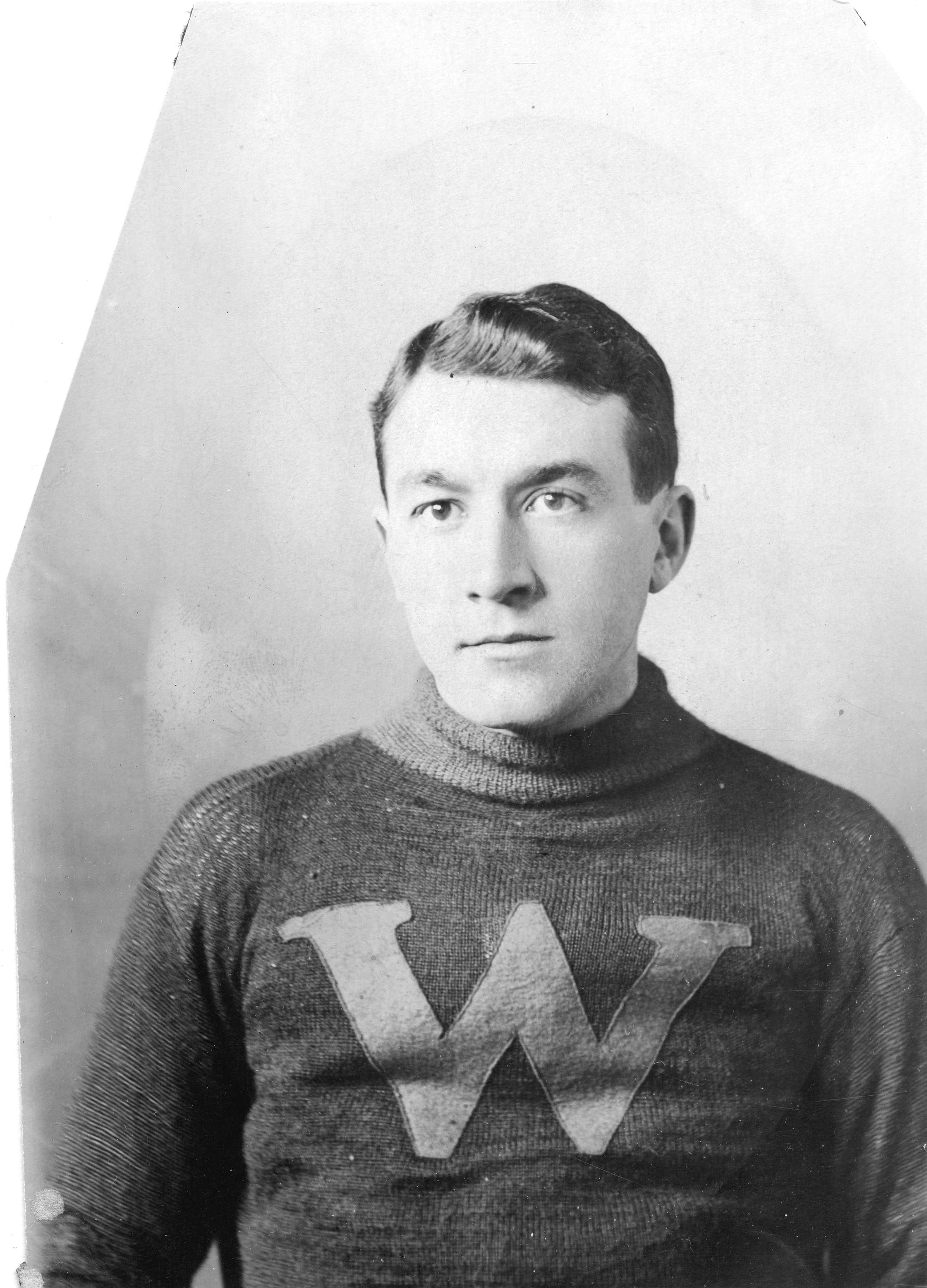
Lehman dans l'uniforme des Royals de New Westminster.

Hugh Lehman (né le 27 octobre 1885 à Pembroke au Canada – mort le 8 avril 1961 à Toronto) est un entraîneur et joueur professionnel canadien de hockey sur glace qui évoluait au poste de gardien de but au début du XXe siècle.

## Biographie
Lehman signe son premier contrat professionnel comme agent libre avec les Canadian Soo en 1906. En novembre 1907, il rejoint les Michigan Soo mais la franchise étant dissoute, il signe un mois plus tard pour l'équipe de Brantford, qu'il quitte quelques jours plus tard et signe un contrat avec les Lumber Kings de Pembroke. En 1911, il rejoint l'Association de hockey de la Côte du Pacifique (PCHA) ; il joue trois saisons pour les Royals de New Westminster avant de rejoindre les Millionnaires de Vancouver. Avec l'équipe de Vancouver, il remporte la PCHA et obtient le droit de disputer la Coupe Stanley aux Sénateurs d'Ottawa de l'Association nationale de hockey, coupe qui est remportée 3 matchs à 1 par les Millionnaires.
Lehman joue un total de treize saisons dans la PCHA, terminant avec la meilleure moyenne de buts encaissés à cinq reprises. Lorsque la Western Canada Hockey League est dissoute en 1926, il est vendu aux Black Hawks de Chicago avec lesquels il termine sa carrière en 1928. Lors de cette dernière saison, après un départ catastrophique de l'équipe, il remplace Barney Stanley comme entraîneur des Black Hawks mais n'obtient pas de meilleurs résultats que son prédécesseur, terminant avec un bilan de 3 victoires contre 17 défaites. À la suite de cette première expérience, il entraîne pour une saison les Flying Dutchmen de Kitchener dans la Canadian Professional Hockey League.
En 1958, il est admis au temple de la renommée du hockey. Il meurt à 75 ans en 1961.

## Statistiques

### Joueur
| 1903-1904  | Lumber Kings de Pembroke    | OVHL          | 5  | 1  | 4  | 0 | 0 |      |   |   |   |   |   |      |
| 1904-1905  | Lumber Kings de Pembroke    | OVHL          |    |    |    |   |   |      |   |   |   |   |   |      |
| 1905-1906  | Lumber Kings de Pembroke    | OVHL          | 8  | 8  | 0  | 0 | 1 | 1,67 | 1 | 1 | 0 | 0 |   |      |
| 1906-1907  | Canadian Soo                | LIH           | 24 | 13 | 11 | 0 | 0 | 5,13 |   |   |   |   |   |      |
| 1907-1908  | Lumber Kings de Pembroke    | OVHL          | 4  | 2  | 2  | 0 | 0 | 5,50 |   |   |   |   |   |      |
| 1908-1909  | Professionals de Berlin     | OPHL          | 15 | 9  | 6  | 0 | 0 | 4,85 |   |   |   |   |   |      |
| 1909-1910  | Professionnels de Galt      | Coupe Stanley |    |    |    |   |   |      | 2 | 0 | 2 | 0 |   |      |
| 1909-1910  | Professionals de Berlin     | OPHL          | 6  | 6  | 0  | 0 | 0 | 1,03 |   |   |   |   |   |      |
| 1909-1910  | Professionals de Berlin     | OPHL          | 17 | 11 | 6  | 0 | 3 | 4,53 |   |   |   |   |   |      |
| 1909-1910  | Professionals de Berlin     | Coupe Stanley |    |    |    |   |   |      | 1 | 0 | 1 | 0 |   |      |
| 1910-1911  | Professionals de Berlin     | OPHL          | 15 | 7  | 8  | 0 | 0 | 5,80 |   |   |   |   |   |      |
| 1912       | Royals de New Westminster   | PCHA          | 15 | 9  | 6  | 0 | 0 | 5,07 |   |   |   |   |   |      |
| 1911-1912  | Équipe d'étoiles de la PCHA | Exhib.        | 3  | 2  | 1  | 0 | 0 | 1,04 |   |   |   |   |   |      |
| 1912-1913  | Royals de New Westminster   | PCHA          | 12 | 4  | 8  | 0 | 0 | 4,14 |   |   |   |   |   |      |
| 1913-1914  | Royals de New Westminster   | PCHA          | 16 | 7  | 9  | 0 | 0 | 4,87 |   |   |   |   |   |      |
| 1914-1915  | Millionnaires de Vancouver  | PCHA          | 17 | 13 | 4  | 0 | 1 | 4,08 |   |   |   |   |   |      |
| 1914-1915  | Millionnaires de Vancouver  | Coupe Stanley |    |    |    |   |   |      | 3 | 3 | 0 | 0 |   |      |
| 1914-1915  | Équipe d'étoiles de la PCHA | Exhib.        | 2  | 2  | 0  | 0 | 0 | 4,50 |   |   |   |   |   |      |
| 1915-1916  | Millionnaires de Vancouver  | PCHA          | 18 | 9  | 9  | 0 | 0 | 3,79 |   |   |   |   |   |      |
| 1915-1916  | PCHA All-Stars              | Exhib.        | 2  | 1  | 1  | 0 | 0 | 4,50 |   |   |   |   |   |      |
| 1916-1917  | Millionnaires de Vancouver  | PCHA          | 23 | 14 | 9  | 0 | 0 | 5,30 |   |   |   |   |   |      |
| 1917-1918  | Millionnaires de Vancouver  | PCHA          | 18 | 9  | 9  | 0 | 1 | 3,05 | 2 | 1 | 0 | 1 |   |      |
| 1917-1918  | Millionnaires de Vancouver  | Coupe Stanley |    |    |    |   |   |      | 5 | 2 | 3 | 0 |   |      |
| 1918-1919  | Millionnaires de Vancouver  | PCHA          | 20 | 12 | 8  | 0 | 1 | 2,58 | 2 | 1 | 1 | 0 |   |      |
| 1919-1920  | Millionnaires de Vancouver  | PCHA          | 22 | 11 | 11 | 0 | 1 | 2,92 | 2 | 1 | 1 | 0 |   |      |
| 1920-1921  | Millionnaires de Vancouver  | PCHA          | 24 | 13 | 11 | 0 | 3 | 3,23 | 2 | 2 | 0 | 0 |   |      |
| 1920-1921  | Millionnaires de Vancouver  | Coupe Stanley |    |    |    |   |   |      | 5 | 2 | 3 | 0 |   |      |
| 1921-1922  | Millionnaires de Vancouver  | PCHA          | 22 | 12 | 10 | 0 | 4 | 2,82 | 2 | 2 | 0 | 0 |   |      |
| 1921-1922  | Millionnaires de Vancouver  | West-P        |    |    |    |   |   |      | 2 | 1 | 1 | 0 |   |      |
| 1921-1922  | Millionnaires de Vancouver  | Coupe Stanley |    |    |    |   |   |      | 5 | 2 | 3 | 0 |   |      |
| 1922-1923  | Maroons de Vancouver        | PCHA          | 25 | 16 | 8  | 1 | 5 | 2,33 | 2 | 1 | 1 | 0 |   |      |
| 1922-1923  | Maroons de Vancouver        | Coupe Stanley |    |    |    |   |   |      | 4 | 1 | 3 | 0 |   |      |
| 1923-1924  | Maroons de Vancouver        | PCHA          | 30 | 13 | 16 | 1 | 1 | 2,60 | 2 | 1 | 1 | 0 |   |      |
| 1923-1924  | Millionnaires de Vancouver  | West-P        |    |    |    |   |   |      | 3 | 1 | 2 | 0 |   |      |
| 1923-1924  | Maroons de Vancouver        | Coupe Stanley |    |    |    |   |   |      | 2 | 0 | 2 | 0 |   |      |
| 1924-1925  | Maroons de Vancouver        | WCHL          | 11 | 7  | 4  | 0 | 0 | 2,62 |   |   |   |   |   |      |
| 1925-1926  | Maroons de Vancouver        | WHL           | 30 | 10 | 18 | 2 | 3 | 2,94 |   |   |   |   |   |      |
| 1926-1927  | Black Hawks de Chicago      | LNH           | 44 | 19 | 22 | 3 | 5 | 2,49 | 2 | 0 | 1 | 1 |   |      |
| 1927-1928  | Black Hawks de Chicago      | LNH           | 4  | 1  | 2  | 1 | 1 | 4,80 |   |   |   |   |   |      |
| Totaux LNH | Totaux LNH                  | Totaux LNH    | 48 | 20 | 24 | 4 | 6 | 2,68 | 2 | 0 | 1 | 1 | 0 | 5,00 |

### Entraîneur
| Saison    | Équipe                       | Ligue   |    | PJ | V  | D | N      | %V |
| --------- | ---------------------------- | ------- | -- | -- | -- | - | ------ | -- |
| 1927-1928 | Black Hawks de Chicago       | LNH     | 21 | 3  | 17 | 1 | 16,7 % |    |
| 1928-1929 | Flying Dutchmen de Kitchener | Can-Pro | 42 | 19 | 19 | 4 | 50,0 % |    |